# Marrellomorpha
De Marrellomorpha vormen een uitgestorven subphylum van de Arthropoda. Het is een relatief recente toevoeging naast de nog bestaande Chelicerata, Myriapoda, Hexapoda en Crustacea en de Trilobitomorpha, om een aantal anders niet goed onder te brengen uitgestorven geslachten te bundelen.
Tot de Marrellomorpha worden naast het naamgevende geslacht Marrella onder meer Vachonisia en Mimetaster gerekend. Stürmer en Bergstrom dachten dat de groep bij de Arachnomorpha (Chelicerata + Trilobitomorpha) moest worden gerekend, maar volgens een cladistisch onderzoek van Wills et al. zijn ze nauwer verwant aan de Crustacea en de Hexapoda.
Marrellomorpha zijn aangetroffen van het Cambrium tot aan het Devoon.